# Comicverfilmung
Eine Comicverfilmung ist ein Film, der ganz auf einem Comic oder auf einer Figur aus einem Comic beruht. Seit dem Jahrtausendwechsel gab es in Hollywood vermehrt Comicadaptionen als Spielfilme, beispielsweise Spider-Man (2002) oder Superman Returns (2006). Auch Comics, die keine Superhelden oder Action-Geschichten enthalten, etwa Ghost World (2001), American Splendor (2003), Road to Perdition (2002) oder Oldboy (2003), wurden verfilmt.
Ebenso gab es eine Vielzahl an Zeichentrickfilmen, etwa zu Asterix oder Lucky Luke. Trickfilme über japanische Mangas werden als Animes bezeichnet.
Wie erfolgreich Comicverfilmungen sein können, zeigt beispielsweise die Batman-Adaption The Dark Knight. Der Film aus dem Jahr 2008 spielte weltweit über eine Milliarde Dollar ein und gewann einen Oscar in der Kategorie Bester Nebendarsteller (Heath Ledger als Joker).
In Südkorea werden seit Mitte der 2000er Jahre zunehmend Webtoons adaptiert. Dabei handelt es sich um Manhwas (Comics), die vor allem für das Internet, und seit dem Erfolg des Smartphones, für diese optimiert sind. Als erster verfilmter Webtoon gilt APT von Kang Full und wurde 2006 adaptiert. Die erste sehr erfolgreiche Verfilmung war Moss mit 3,35 Millionen Kinozuschauern im Jahr 2010, basierend auf dem gleichnamigen Webtoon von Yoon Tae-ho.